# Задняя артерия подушки таламуса
Парные (правая и левая) задние артерии подушки таламуса (лат. arteriae pulvinares posteriores dextra et sinistra) - это небольшие артерии, кровоснабжающие латеральные и медиальные ядра соответствующих половинок подушки таламуса. Они являются ответвлениями задней мозговой артерии.